# 缘毛卷耳
缘毛卷耳（学名：Cerastium furcatum）是石竹科卷耳属的植物。分布在蒙古、俄罗斯、朝鲜以及中国大陆的宁夏、陕西、云南、甘肃、四川、山西、西藏、吉林等地，生长于海拔2,300米至3,800米的地区，多生在高山林缘及草甸，目前尚未由人工引种栽培。

## 别名
高山卷耳（东北草本植物志）

## 异名
- Cerastium rubescens Mattf.